# FK Milano Kumanovo
Der Fudbalski Klub Milano Kumanovo (mazedonisch Фудбалски Клуб Милано Куманово) ist ein nordmazedonischer Fußballverein aus Kumanovo.

## Geschichte
Der Verein wurde 1990 gegründet und stieg 2007 in die 1. Liga auf. Dort wurde man sofort zwei Mal in Folge Vizemeister.
2008 erreichte das Team das Pokalfinale, unterlag aber Rabotnički Skopje erst im Elfmeterschießen.
In der Saison 2009/10 belegte das Team den 9. Platz und musste nach der Niederlage im Relegationsspiel gegen FK Bregalnica Štip den Gang in die 2. Liga antreten. Zurzeit spielt das Team in der vierten Liga.

## Erfolge
- Mazedonische 1. Liga
  - 2. Platz: 2007/08, 2008/09
- Mazedonische 2. Liga
  - 1. Platz: 2006/07
  - Mazedonischer Pokal
- Finalist: 2007/08

## 1. Liga
| Saison  | Platz | S  | U | N  | Tore  | Pkt. |
| ------- | ----- | -- | - | -- | ----- | ---- |
| 2007/08 | 02.   | 21 | 3 | 09 | 74:35 | 66   |
| 2008/09 | 02.   | 17 | 4 | 09 | 48:35 | 55   |
| 2009/10 | 09.   | 01 | 3 | 14 | 14:81 | 09   |

## Europapokalbilanz
| Saison  | Wettbewerb         | Runde                  | Gegner                      | Gesamt | Hin     | Rück    |
| ------- | ------------------ | ---------------------- | --------------------------- | ------ | ------- | ------- |
| 2008/09 | UEFA-Pokal         | 1. Qualifikationsrunde | Omonia Nikosia              | 1:4    | 0:2 (A) | 1:2 (H) |
| 2009/10 | UEFA Europa League | 2. Qualifikationsrunde | NK Slaven Belupo Koprivnica | 02:12  | 0:4 (H) | 2:8 (A) |

Gesamtbilanz: 4 Spiele, 4 Niederlagen, 3:16 Tore (Tordifferenz −13)